# Mount Prince
Mount Prince är ett berg i Antarktis. Det ligger i Västantarktis. Inget land gör anspråk på området. Toppen på Mount Prince är 640 meter över havet, eller 290 meter över den omgivande terrängen. Bredden vid basen är 11,2 km. Mount Prince ingår i Perry Range.
Terrängen runt Mount Prince är huvudsakligen lite kuperad. Trakten är obefolkad. Det finns inga samhällen i närheten.